# Rhinobatidae
La famiglia dei Rhinobatidae, chiamati anche pesci chitarra o pesci violino comprende circa 50 specie affini agli squali, con i quali condividono la sottoclasse Elasmobranchii.

## Distribuzione e habitat
Vivono nelle acque costiere di mari caldi e temperati; tre specie sono diffuse anche nel Mar Mediterraneo.

## Descrizione
I rinobatidi hanno corpo allungato e depresso lungo fino a 2 m con pinne pettorali ben sviluppate.

## Alimentazione
Predano i pesci e gli invertebrati nascosti nei fondali melmosi e sabbiosi.

## Specie

### SottofamigliaPlatyrhininae
- Platyrhina limboonkengi
- Platyrhina sinensis
- Platyrhinoidis triseriata
- Zanobatus schoenleinii

### SottofamigliaRhinobatinae

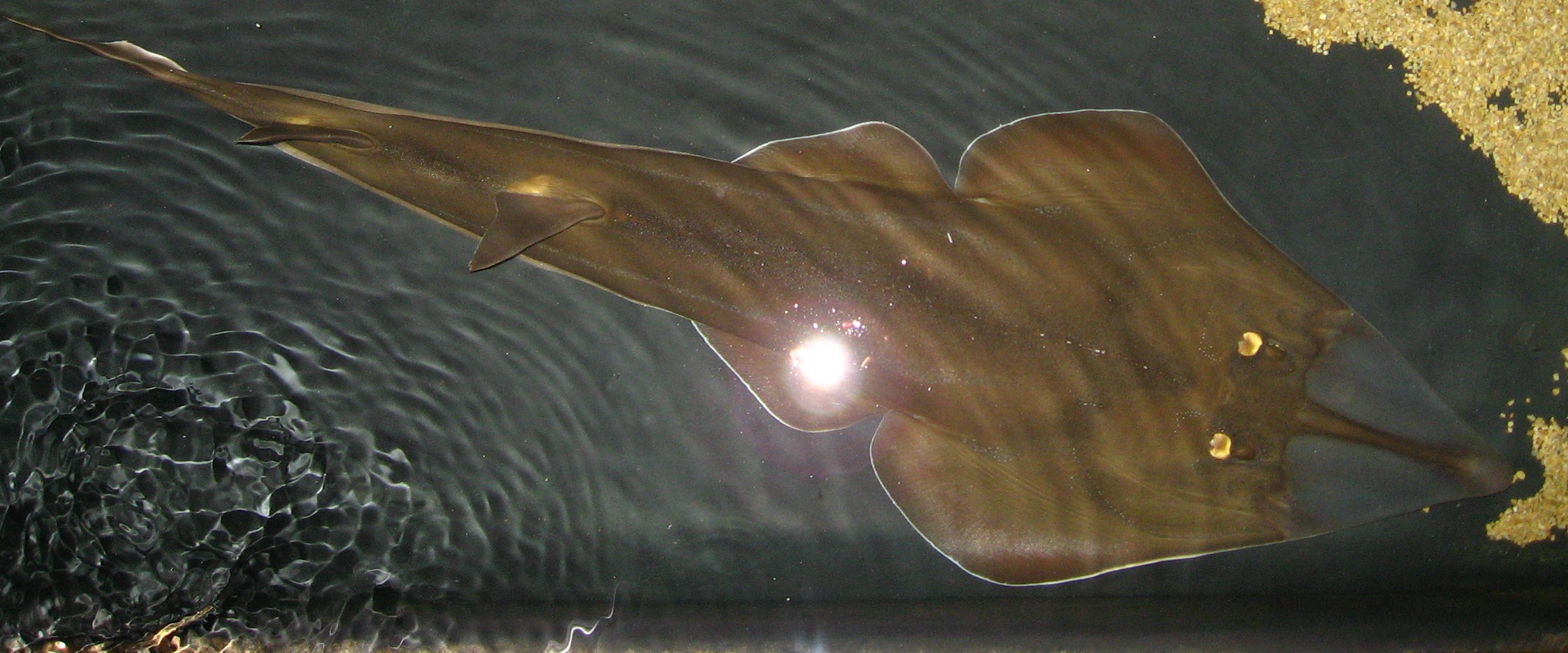
Rhinobatos cemiculus

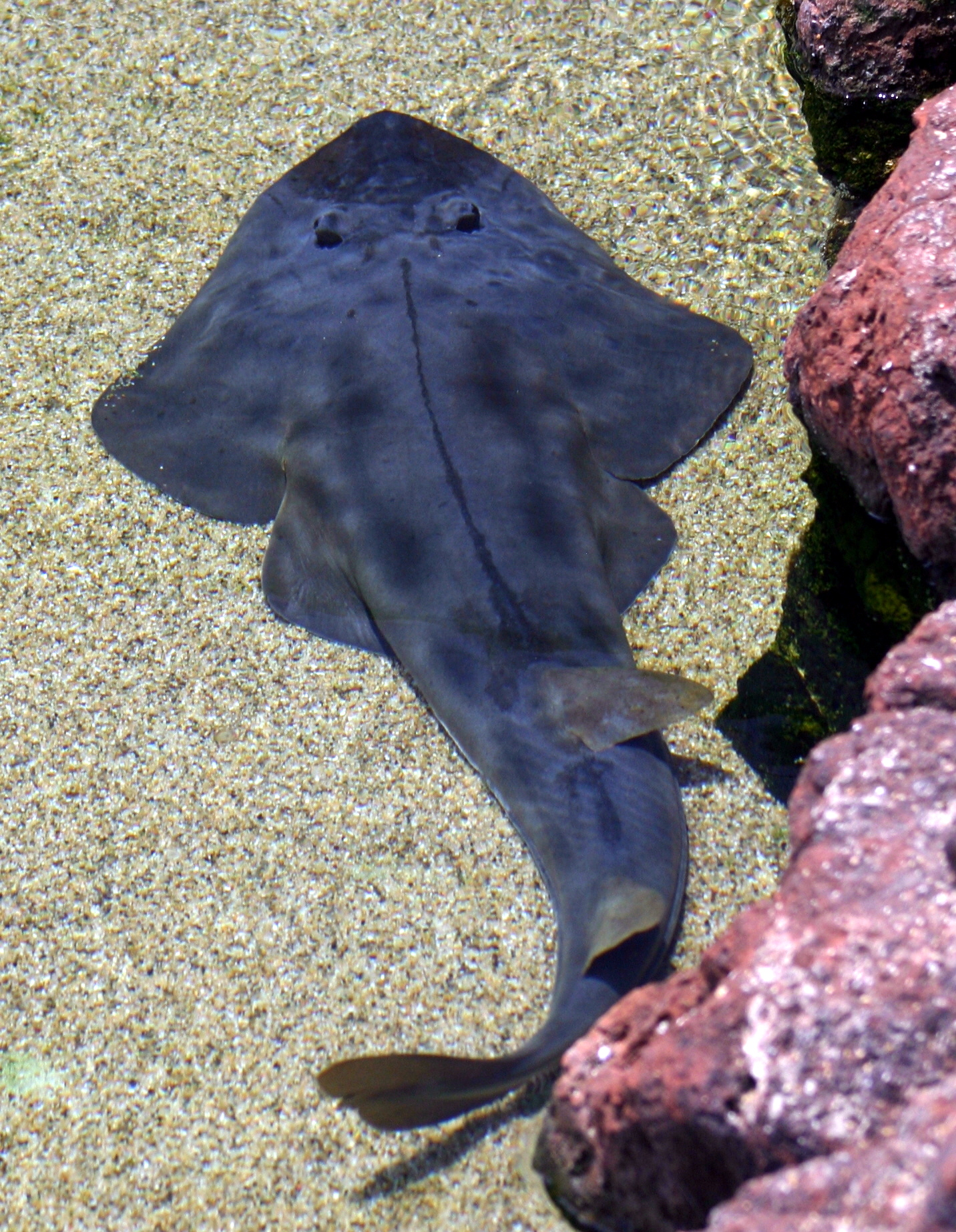
Rhinobatos productus

- Aptychotrema bougainvillii
- Aptychotrema rostrata
- Aptychotrema timorensis
- Aptychotrema vincentiana
- Glaucostegus granulatus
- Glaucostegus halavi
- Glaucostegus typus
- Rhinobatos albomaculatus
- Rhinobatos annandalei
- Rhinobatos annulatus
- Rhinobatos blochii
- Rhinobatos cemiculus
- Rhinobatos formosensis
- Rhinobatos glaucostigma
- Rhinobatos holcorhynchus
- Rhinobatos horkelii
- Rhinobatos hynnicephalus
- Rhinobatos irvinei
- Rhinobatos jimbaranensis
- Rhinobatos lentiginosus
- Rhinobatos leucorhynchus
- Rhinobatos leucospilus
- Rhinobatos lionotus
- Rhinobatos microphthalmus
- Rhinobatos nudidorsalis
- Rhinobatos obtusus
- Rhinobatos ocellatus
- Rhinobatos penggali
- Rhinobatos percellens
- Rhinobatos petiti
- Rhinobatos planiceps
- Rhinobatos prahli
- Rhinobatos productus
- Rhinobatos punctifer
- Rhinobatos rhinobatos
- Rhinobatos sainsburyi
- Rhinobatos salalah
- Rhinobatos schlegelii
- Rhinobatos spinosus
- Rhinobatos thouin
- Rhinobatos thouiniana
- Rhinobatos variegatus
- Rhinobatos zanzibarensis
- Tarsistes philippii
- Trygonorrhina fasciata
- Trygonorrhina melaleuca
- Zapteryx brevirostris
- Zapteryx exasperata
- Zapteryx xyster

### SottofamigliaRhynchobatinae
- Rhynchobatus australiae
- Rhynchobatus djiddensis - pesce violino -  pesce chitarra gigante
- Rhynchobatus laevis
- Rhynchobatus luebberti
- Rhynchobatus palpebratus

## Curiosità
Una pratica diffusa almeno dal XVI secolo per realizzare falsi mostri, noti come Jenny Haniver, impiega la carcassa di un pesce chitarra.